# As’ad AbuKhalil
As’ad AbuKhalil, arab. أسعد أبو خليل (ur. 16 marca 1960 w Tyrze) – libańsko-amerykański publicysta, pisarz oraz profesor nauk politycznych na Kalifornijskim Uniwersytecie Stanowym. Znany ze swoich komentarzy dotyczących bieżących wydarzeń na Bliskim Wschodzie.

## Życiorys
Jego matka pochodziła z sunnickiej rodziny, ojciec natomiast z szyickiej. Pracował również jako sekretarz generalny libańskiego parlamentu, dlatego As’ad dorastał w Bejrucie. Tam również otrzymał Bachelor’s degree (1981) i Master of Arts (1983) z nauk politycznych na Uniwersytecie Amerykańskim w Bejrucie. W 1988 obronił doktorat z systemów rządowych w perspektywie porównawczej na Georgetown University. Później wykładał na uniwersytetach, takich jak Tufts University, Georgetown University i George Washington University. Od 1993 wykłada na Kalifornijskim Uniwersytecie Stanowym w Stanislaus. AbuKhalil jest także profesorem wizytującym na University of California w Berkeley.

## Poglądy
Określa siebie jako byłego marksistę-leninistę, a aktualnie jako anarchistę, który uniknął "pułapki dogmatyzmu".
Jest przeciwnikiem polityki zagranicznej prowadzonej przez Stany Zjednoczone, Iran i Arabię Saudyjską. Odnosi się również krytycznie do działalności Fatahu, Hamasu oraz wszystkich rywalizujących ze sobą frakcji w Libanie, w tym szyickiego Hezbollahu. W konflikcie izraelsko-palestyńskim opowiada się jednak po stronie palestyńskiej, wspierając pomysł powstania sekularystycznej Palestyny. Opisuje siebie jako antysyjonistę i wspiera działalność ruchu Boycott, Divestment and Sanctions (BDS), który powinien - według niego - dążyć do likwidacji Izraela, ponieważ "sprawiedliwość oraz wolność dla Palestyńczyków jest sprzeczna z istnieniem państwa izraelskiego.". W jego wypowiedziach pojawia się również ostra krytyka działalności izraelskiego lobby w Stanach Zjednoczonych.
AbuKhalil wobec sytuacji panującej w Libanie również odnosi się krytycznie. W wywiadzie dla New TV z 13 stycznia 2010  stwierdził, że "libański nacjonalizm - podobnie jak syjonizm - był oparty na rasizmie i pogardzie dla innych - czy to dla Libańczyków z innych stronnictw politycznych, czy dla innych Arabów... Libańczycy ze wszystkimi swoimi podziałami nigdy nie dowiedli, że chcą lub są zdolni do prawdziwej koegzystencji, koegzystencja w Libanie to współistnienie krwi, konfliktów i rozruchów społecznych."

## The Angry Arab News Service
We wrześniu 2003 AbuKhalil uruchomił bloga, którego nazwał Angry Arab News Service. Nazwa została zaczerpnięta z frazy używanej przez producenta telewizyjnego, który chciał opisać poglądy AbuKhalila.

## Publikacje
- Historical Dictionary of Lebanon (1998)
- Bin Laden, Islam & America’s New "War on Terrorism" (2002)
- The Battle For Saudi Arabia: Royalty, Fundamentalism, and Global Power (2004)